# Пірс Аполонівки (фільм)
«Пірс Аполонівки» (документальний фільм, оригінальна назва нім. «Am Pier von Apolonovka»)
- Режисер: Андрей Шварц (Andrei Schwartz), Німеччина
- Замовники: франко-німецька телеасоціація ARTE, німецький державний телеканал ARD
- Виробництво: Ernst Ludwig Ganzert, EIKON West GmbH (Німеччина)

- Мова: оригінальна, з телетитрами
- Рік: 2008
- Формат: DigiBeta, HDCAM
- Тривалість: 86 хвилин

## У фільмі знімалися
- Ганна Серебрякова
- Анастасія Шубарова
- Ірина Браславська
- Анастасія Смирнова
- Альона Швецова
- Лариса Худякова
- Альона Пруднікова
- Альона Чейчук
- Карина Клочкова
- Марина Клочкова
- Олена Антипенко
- Тетяна Польськая
- Павло Зайцев
- Олександр Воронін
- Денис Івочкін
- Вреж Соломонян
- Ігор Резнік
- Василь Соколов
- Володимир Міхеєв
- Андрій Онопрієнко
- Andrej Onuprienko
- Сергій Єфімов
- Сергій Плакущєнко

## Участь у фестивалях і конкурсах
Фільм демонструвався:
- на VII Міжнародному фестивалі документального кіно про права людини «Docudays UA» в Києві.
- на фестивалі документального кіно «DokuSlam» в Майнці
- на фестивалі «Dokumentarwoche» («Документальний тиждень») в Гамбурзі.